# هون‌های ایرانی

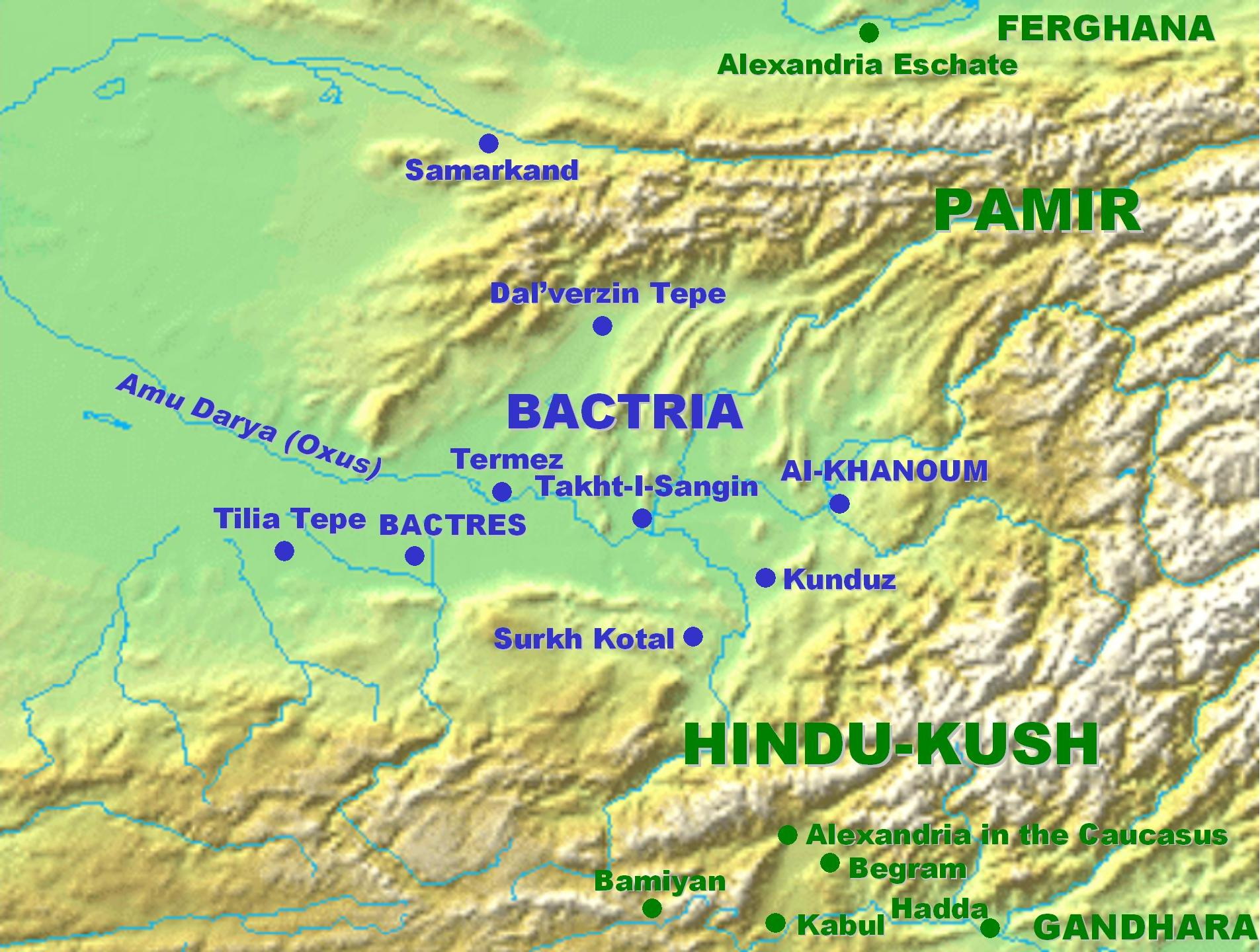
باختر و هندوکش

اصطلاح هون‌های ایرانی گاهی برای گروهی از قبایل مختلف به کار می‌رود که در آسیای میانه، در مناطق تاریخی فرارود، باختر، تخارستان، دره کابل و گندهارا، که با افغانستان، تاجیکستان، ازبکستان، ایران شرقی، پاکستان و شمال غربی هند امروزی همپوشانی دارد، بین قرن‌های چهارم و هفتم زندگی می‌کردند. آنها همچنین مرزهای شمال شرقی شاهنشاهی ساسانی را تهدید می‌کردند و شاهان را مجبور به انجام لشکرکشی‌های متعدد و کم‌سند علیه آنها می‌کردند.
این اصطلاح توسط رابرت گوبل در دهه ۱۹۶۰ معرفی شد و بر اساس مطالعه سکه‌های او است. اصطلاح "هون‌های ایرانی" که توسط گوبل ابداع شده است، گاهی در تحقیقات، به ویژه در محافل آکادمیک آلمان، پذیرفته شده است و نشان می‌دهد که چگونه برخی از نامگذاری‌ها و کتیبه‌های کیداریان و هپتالیان از یک زبان ایرانی استفاده می‌کردند، و بخش عمده جمعیتی که آنها بر آن حکومت می‌کردند ایرانی بودند. منشأ آنها به طور بحث‌برانگیزی مورد بحث قرار گرفته است. گوبل چهار گروه را توصیف می‌کند: کیداریان، آلچون‌ها، نزاک‌ها و هپتالیان به عنوان هون‌های ایرانی بر اساس شواهد سکه‌شناسی موجود در زمان او. اما توصیفات اخیر شیونیت‌ها را نیز به عنوان گروه پنجم قرار می‌دهند. در تحقیقات اخیر، بحث شده است که آیا تازه واردان به صورت یک موج یا چندین موج از اقوام مختلف آمده‌اند.
آنها تقریباً معادل هوناها هستند . اوآر، هوناها و اصطلاحات نامشخص از زبان‌های مختلف مانند "هون سفید"، "هون سرخ" و دیگران با هون‌های ایرانی مرتبط هستند.

## مشکلات منابع و نام‌ها
هون‌های ایرانی نباید با هون‌های اروپایی به رهبری آتیلا اشتباه گرفته شوند. گزارش‌های معدودی از دوران باستان متأخر وجود دارد که از چین و هند آمده‌اند و در آنجا به آنها هوناها گفته می‌شود. بیشتر اطلاعات از مطالعه سکه‌ها به دست آمده است که تعداد زیادی از آنها یافت شده است. این سکه‌ها مشکلات زیادی در زمینه گاه‌شناسی و تفسیر ایجاد می‌کنند. علاوه بر این، سکه‌های هون‌های ایرانی همیشه قابل انتساب به یک حاکم مشخص نیستند.
در قرن چهارم، قبایل مختلف آسیای مرکزی شروع به حمله به شاهنشاهی ساسانی ایران کردند. منابع گاهی این افراد را "هون" می‌نامند، اما منشأ آنها مشخص نیست. احتمالاً آنها با هون‌هایی که حدود سال ۳۷۵ در استپ‌های جنوب روسیه ظاهر شدند و به امپراتوری روم حمله کردند، ارتباطی نداشتند. این دو اصطلاح باید به وضوح از هم جدا شوند. مانند "سکایی"، "هون" در اشکال مختلف آن به طور آزادانه توسط مورخان باستان برای اشاره به قبایل مختلف استپی که اطلاعات کمی درباره آنها داشتند، استفاده می‌شد. در تحقیقات مدرن، اغلب پذیرفته شده است که اصطلاح "هون" به دلیل شهرت آن، برای گروه‌های مختلف مختلط استفاده می‌شد و نباید به عنوان نام یک گروه قومی مشخص درک شود.

## خیون‌ها
خیون‌ها در طبقه‌بندی رابرت گوبل گنجانده نشدند زیرا آنها سکه‌ای از خود به جای نگذاشتند. تحقیقات جدیدتر ارتباطی بین خیون‌ها و اولین موج هون‌های ایرانی گوبل پیدا کرده است.
حدود سال ۳۵۰ میلادی گروهی به نام خیون‌ها شروع به حمله به شاهنشاهی ساسانی کردند. آنها باختر را فتح کردند، اما شاپور دوم در نهایت با آنها صلح کرد. بعداً آنها با ایرانیان متحد شدند، در جنگ‌های ایران و روم شرکت کردند و در محاصره آمد (۳۵۹) تحت رهبری پادشاهشان گرومبات شرکت کردند. گزارش‌های مکتوب از جمله از آمیانوس مارسلینوس به دست آمده است. اصطلاح فارسی میانه Xyon به نظر می‌رسد هم با "خیون‌" و هم با "هون" مرتبط باشد، اما به این معنی نیست که تمام گروه‌هایی که این نام را داشتند، مرتبط یا از نظر قومی همگن بودند. در میان هون‌های ایرانی، به جز احتمالاً خیون‌ها، می‌توان عناصر ایرانی مشخصی را تشخیص داد، به ویژه زبان باختری به عنوان زبان اداری و کتیبه‌های سکه‌ها.

## کیداریان

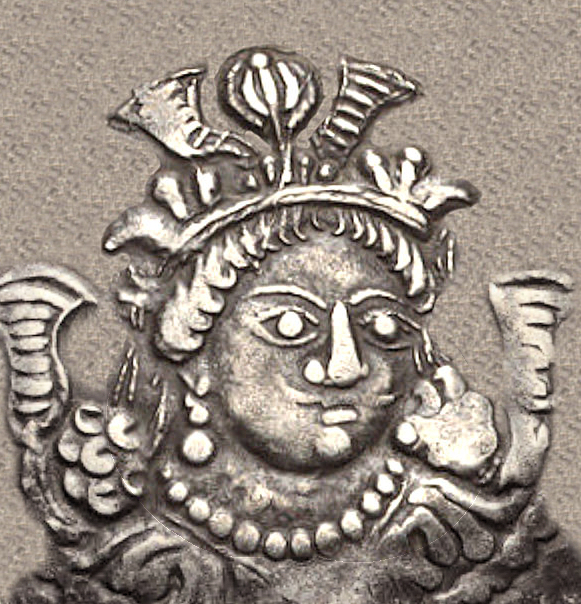
تصویر کیداریان شاه کیدارا، حدود ۳۵۰–۳۸۶ میلادی. سکه‌های هون‌های کیداری از سکه‌های امپراتوری ساسانی تقلید می‌کردند، با این تفاوت که چهره‌های تراشیده شده را نشان می‌دادند، به جای ریش‌های ساسانیان، ویژگی‌ای که آنها را به جای تبار ایرانیان به اقوام آلتایی مرتبط می‌کند.

اولین گروه گوبل کیداریان بودند که در اواخر قرن چهارم در پیامدهای سقوط امپراتوری کوشان (پس از ۲۲۵، رجوع کنید به شاهنشاهی کوشانشاهی) نقش داشتند. تحقیقات اخیر کیداریان را به عنوان یکی از طوایف شیونیت‌ها یا به نوعی مشتق از آنها می‌داند، به طوری که این دو گروه را نمی‌توان به طور دقیق از هم متمایز کرد. هر دو گروه به عنوان مخالفان جدی ایرانیان ظاهر می‌شوند. پریسکوس گفت که ساسانیان با "هون‌های کیداری" جنگیدند. این احتمالاً در زمان بهرام پنجم (۴۲۰–۴۳۸) و قطعاً در زمان یزدگرد دوم (۴۳۸–۴۵۷) بود. شناخته شده است که ایرانیان به کیداریان خراج می‌پرداختند.
نام کیداریان از اولین حاکم شناخته شده آنها، کیدارا یکم (حدود ۳۵۰–۳۸۵) گرفته شده است. آنها سکه‌هایی به تقلید از شاهنشاهی کوشانشاهی ضرب کردند که قبلاً بر این منطقه حکومت می‌کردند. بسیاری از گنجینه‌های سکه در منطقه کابل یافت شده است که به ما امکان می‌دهد آغاز حکومت آنها را حدود سال ۳۸۰ تخمین بزنیم. سکه‌های کیداری یافت شده در گندهارا نشان می‌دهد که حکومت آنها گاهی تا شمال هند نیز گسترش یافته بود. سکه‌های آنها به زبان‌های باختری، سغدی و فارسی میانه و به خط برهمی کتیبه دارند.
قدرت آنها در اواخر قرن پنجم سقوط کرد. پایتخت آنها، بلخ، در سال ۴۶۷ احتمالاً پس از پیروزی بزرگ پیروز یکم بر پادشاه آنها، کنخاس، سقوط کرد. حکومت آنها در گندهارا حداقل تا سال ۴۷۷ ادامه داشت، زیرا در آن سال آنها سفارتی را به دودمان وی شمالی فرستادند. به نظر می‌رسد که آنها کمی بیشتر در کشمیر مقاومت کردند و سپس تمام آثار آنها ناپدید شد. در این زمان، هپتالیان در باختر مستقر شده بودند و آلخون‌ها کیداریان را از سرزمین‌های جنوب هندوکش بیرون رانده بودند.

## آلخون‌ها
موج دوم هون‌های آلچون بودند که حدود سال ۴۰۰ در منطقه کابل مستقر شدند. تاریخ آنها تقریباً منحصراً از گنجینه‌های سکه بازسازی شده است. سکه‌های آنها بر اساس مدل‌های ساسانی است، احتمالاً به این دلیل که آنها ضرابخانه ایرانی در کابل را تصرف کردند. واژه باختری "Alxanno" بر روی سکه‌های آنها مهر شده است که نام "آلچون" از آن گرفته شده است. مشخص نیست که آیا این واژه به معنای یک قبیله، یا یک حاکم، یا یک عنوان سلطنتی است.
تحت رهبری پادشاهشان خینگیلا (درگذشته حدود ۴۹۰)، آنها به گندهارا حمله کردند و کیداریان را بیرون راندند. حملات بعدی آنها به شاهزادگان هندی ظاهراً ناموفق بوده است. در اوایل قرن ششم، آنها از گندهارا به شمال غربی هند گسترش یافتند و عملاً حکومت گوپتاها را که سکه‌های آنها را تقلید می‌کردند، نابود کردند. این ادعای حمله آلخون‌ها کاملاً بر اساس یافته‌های سکه است، زیرا منابع هندی تمام مهاجمان شمالی را "هونا" می‌نامند، از جمله احتمالاً هپتالیان. تحت رهبری تورامانا و پسرش میهیراکولا (۵۱۵-۵۴۰/۵۰؟) آنها به ویژه تهاجمی بودند. میهیراکولا به طور منفی به تصویر کشیده شده و به آزار و اذیت بوداییان متهم شده است. حدود اواسط قرن ششم، قدرت آنها در شمال هند از بین رفت. میهیراکولا در سال ۵۲۸ شکست سختی خورد و پس از آن قدرتش محدود شد. پایتخت او سکالا در پنجاب بود که زمانی یک مرکز مهم یونانی-هندی بود. پس از مرگ او (۵۵۰؟) آنها از حملات خود دست کشیدند. با وجود مدت کوتاه، حمله هونا از نظر سیاسی و فرهنگی برای هند ویرانگر بود. بعداً به نظر می‌رسد که برخی از آلخون‌ها به باختر بازگشتند.

## نزاک

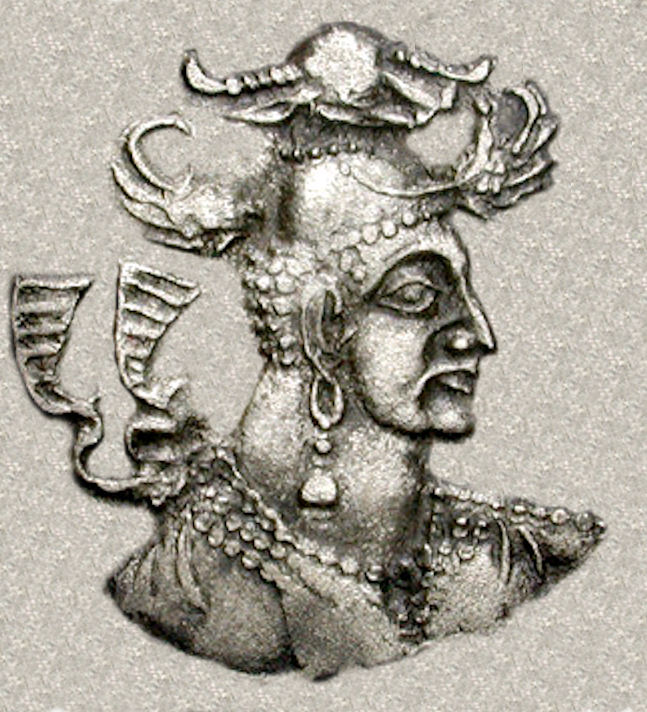
حاکم هون‌های نزاک، حدود ۴۶۰-۵۶۰ پس از میلاد.

موج سوم گوبل هون‌های نزاک بودند که در اطراف کابل مستقر شدند. محققان اولیه آنها را "ناپکی" می‌نامیدند. گاه‌شناسی دقیق مشخص نیست. اولین گزارش‌های مکتوب از اوایل قرن هفتم به دست آمده است. برخی تأسیس آنها را در اواخر قرن ششم پس از سقوط هپتالیان قرار می‌دهند. سکه‌ها نشان می‌دهند که تأسیس آنها در اواخر قرن پنجم بوده است.
اگر تاریخ‌گذاری اولیه را بپذیریم، آنها تحت فشار هپتالیان بودند، اما با تاریخ‌گذاری بعدی از فروپاشی هپتالیان سود بردند.
سکه‌های آنها به شدت بر اساس مدل‌های ساسانی است اما به وضوح با تاج‌های متمایز سر گاوی
آنها قابل تشخیص هستند که به سکه‌ها اجازه می‌دهد به انواع مختلف تقسیم شوند. به نظر می‌رسد که گروه‌های آلخون بازگشته با نیزک‌ها ملاقات کرده و زبان مختلط آلخون-نیزاک را به وجود آورده‌اند.
مطمئناً آنها به گندهارا گسترش یافتند و در آنجا سکه ضرب کردند. منابع چینی از اوایل قرن هفتم ثابت می‌کنند که پایتخت آنها کاپیسا (شهر) بود. بقایای آنها در جنوب هندوکش ظاهراً در اواخر قرن هفتم در اثر فتح اعراب نابود شد.

## هپتالیان

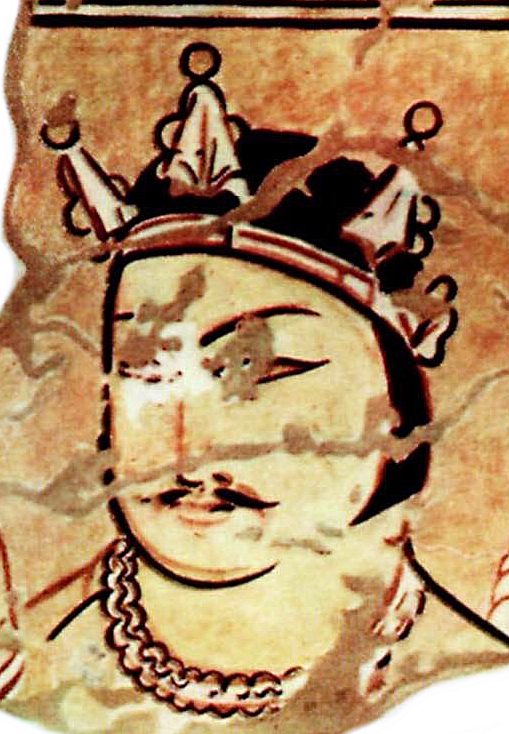
یک حاکم احتمالی هپتالی، نقاشی‌های دیواری از دلبرجین تپه.

چهارمین و مهم‌ترین موج هپتالیان بودند که در اواسط قرن پنجم وارد شدند. مانند سایر گروه‌ها، تعیین گاه‌شناسی دقیق دشوار است. از منابع متأخر فارسی-عربی مانند طبری چنین برمی‌آید که آنها در نیمه اول قرن پنجم نیز مخالف ایرانیان بودند، اگرچه این منابع از اصطلاح مبهم "ترک" استفاده می‌کنند. گزارش‌های معدود نویسندگان یونانی-رومی، که اغلب اطلاعات کمی از وقایع دوردست شرقی داشتند، تمایز کمی بین گروه‌های مختلف قائل می‌شدند و به نظر می‌رسد محتمل‌تر است که آنها به سایر هون‌های ایرانی که قبل از هپتالیان واقعی وارد شده بودند، اشاره می‌کردند. آنها توسط پروکوپیوس "هون‌های سفید" نامیده شدند که اطلاعاتی در مورد آنها ارائه می‌دهد. سکه‌های آنها بر اساس مدل‌های رایج ایرانی است.
تا پایان قرن پنجم، آنها از شرق تخارستان (باختر) گسترش یافته و چندین منطقه همجوار را تحت کنترل خود درآورده بودند. آنها نه به هند بلکه به فرارود گسترش یافتند. هون‌هایی که از منابع هندی گزارش شده‌اند احتمالاً آلخون‌ها بوده‌اند (به بالا مراجعه کنید). در آغاز قرن ششم، آنها منطقه قابل توجهی را در باختر و سغد کنترل می‌کردند.
هپتالیان درگیری‌های زیادی با ایرانیان داشتند. در سال ۴۸۴، پیروز یکم در نبرد با هپتالیان کشته شد، کسانی که قبلاً نیز او را شکست داده بودند. در سال ۴۹۸/۹۹ آنها قباد یکم را به تاج و تخت بازگرداندند. به نظر می‌رسد که ایرانیان حداقل در برخی مواقع خراج می‌پرداختند. در میان هون‌های ایرانی، هپتالیان جدی‌ترین تهدید برای ایرانیان بودند. منابع سریانی و ارمنی گزارش‌های مکرری از تلاش‌های ساسانیان برای تأمین مرز شمال شرقی خود ارائه می‌دهند که منجر به فاجعه برای پیروز یکم شد که قبلاً کیداریان را شکست داده بود. به گفته پروکوپیوس، آنها یک سیستم حکومتی مؤثر با یک پادشاه در راس داشتند و حداقل پس از فتح باختر و سغد دیگر کوچ‌نشین نبودند. آنها از زبان باختری به عنوان زبان اداری استفاده می‌کردند و از مراکز شهری قلمرو خود، به ویژه گورگو (مکان؟) و بلخ، بهره می‌بردند.
حدود سال ۵۶۰، قلمرو آنها توسط اتحاد ایرانیان و گوک‌ترک‌ها نابود شد. بقایای هپتالیان تا فتح اعراب در اواخر قرن هفتم و اوایل قرن هشتم باقی ماند.